# Casimir Christoph Schmidel
Casimir Christoph Schmidel, född 21 november 1718 i Bayreuth, död 18 december 1792 i Ansbach, var en tysk botaniker. 
Schmidel, som var professor i medicin i Erlangen, var en av de första, som lämnade exakta bilder och förklaringar över kryptogamers, särskildt mossornas, sexualorgan, nämligen i arbetena Icones plantarum et analyses partium (1747, med 50 färgtavlor; ny upplaga 1793–1797 med 75 dito) och Dissertationes botanici argumenti (1783).
Auktorsnamnet Schmidel kan användas för Casimir Christoph Schmidel i samband med ett vetenskapligt namn inom botaniken; se Wikipediaartiklar som länkar till auktorsnamnet.